# Point P (tremplin)
Ne pas confondre avec le distributeur de matériaux de construction Point P.

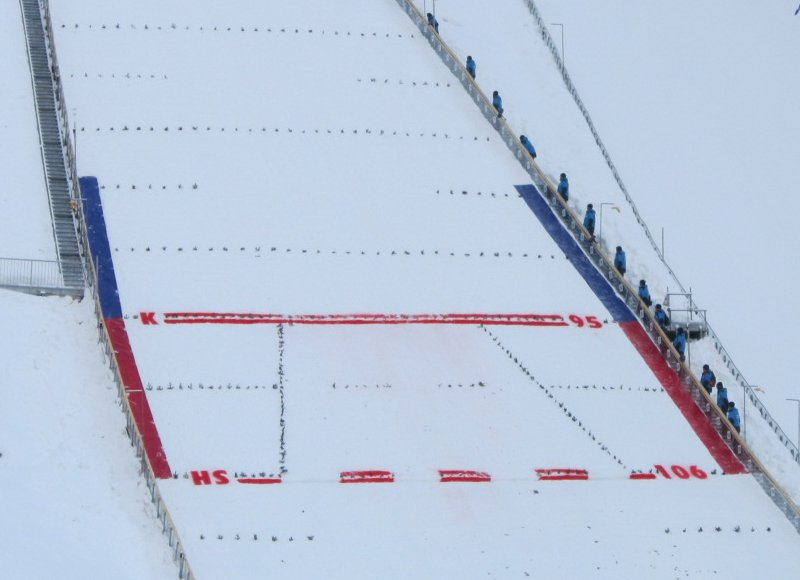
Le « point P », ici à 84,66 mètres est en en haut des bandes latérales bleues.

Le point P est un point caractéristique d'un tremplin de saut à ski. Ce point marque la fin de la « bosse » qui succède à la zone de décollage ; il est situé en début de zone d’atterrissage, qui comprend le point K, et qui se termine par le point « L » qui détermine la taille du tremplin dite HS.
La pente de la piste augmente graduellement jusqu'au point P, puis elle est constante jusqu'au point K, puis se réduit graduellement.
Cette taille exprimée en mètres peut être utilisée pour déterminer la taille d'un tremplin. Elle n'est toutefois plus officielle depuis longtemps. La donnée retenue a été ensuite le point K jusqu'en 2004, et dorénavant la « taille du tremplin », également appelé HS pour hill size.